# Subcancilla flammea
Subcancilla flammea är en snäckart. Subcancilla flammea ingår i släktet Subcancilla och familjen Mitridae. Inga underarter finns listade i Catalogue of Life.